# Diecezja Armii Francuskiej
Diecezja Armii Francuskiej (Diocèse aux Armées françaises) – rzymskokatolicki ordynariat polowy sił zbrojnych Francji. Urząd biskupa polowego armii francuskiej został utworzony w swej obecnej postaci w 1949 roku. Trzy lata później powołany został formalny ordynariat polowy, początkowo na prawach wikariatu apostolskiego. W 1986 papież Jan Paweł II nadał mu rangę równą diecezjom. Ordynariat grupuje wszystkich katolickich kapelanów służących we francuskiej armii. Zapewniają oni opiekę duszpasterską żołnierzom w bazach armii oraz na misjach, odprawiają też nabożeństwa w różnego rodzaju kaplicach wojskowych. Nie obsługują natomiast, inaczej niż np. w Polsce, ogólnodostępnych kościołów parafialnych – to jest domeną wyłącznie duchowieństwa diecezji terytorialnych lub zakonnego.
Diecezja podlega bezpośrednio Stolicy Apostolskiej.